# Raffaele Baratto
Raffaele Baratto (Pederobba, 30 aprile 1963) è un politico italiano.

## Biografia
Inizia a lavorare in un'azienda del settore dell'occhialeria, quindi fa per qualche anno il rappresentante per alcune aziende, nel 1986 fonda una sua impresa, Tecnolook, attiva nel commercio dell'occhialeria. Sindaco per due legislature del comune di Pederobba, quindi capogruppo nel consiglio comunale, è anche nominato presidente di Ats, la società che si occupa degli acquedotti della Destra Piave.
Alle elezioni politiche del 2018 è eletto deputato di Forza Italia e diventa membro della VI Commissione Finanze dal 2018.
Il 27 maggio 2021 aderisce a Coraggio Italia, il nuovo partito fondato dal sindaco di Venezia Luigi Brugnaro insieme al presidente della Liguria Giovanni Toti e a numerosi parlamentari di diversa provenienza (M5S, Forza Italia, Cambiamo!-Popolo Protagonista, Lega e Centro Democratico). Il 18 novembre viene nominato coordinatore del partito in Veneto.
Alle elezioni politiche anticipate del 25 settembre viene candidato per la Camera nel collegio plurinominale Veneto 1 - 01 in seconda posizione per Noi moderati, lista composta da Coraggio Italia, Italia al Centro, Noi con l’Italia e UdC. Non viene rieletto.

## Vita privata
Sposato con Federica, ha due figli, Rachele e Gilberto.